# Алавінішкяй
Алавінішкяй — село у Литві, Расейняйський район, територіально входить до староства Відукле, знаходиться за 1 км від Відукле. 2001 року в Алавінішкяї проживало 119 людей.

## Принагідно
- Мапа із зазначенням місцезнаходження

| Литва | Це незавершена стаття з географії Литви. Ви можете допомогти проєкту, виправивши або дописавши її. |